# Diocese de Coari
A Diocese de Coari (Dioecesis Coaritana) é uma circunscrição eclesiástica da Igreja Católica no Brasil, pertencente à Província Eclesiástica de Manaus e ao Conselho Episcopal Regional Norte I da Conferência Nacional dos Bispos do Brasil, sendo sufragânea da Arquidiocese de Manaus. A sé episcopal está na Catedral Diocesana de Sant’Ana e São Sebastião, na cidade de Coari, no estado do Amazonas.

## Histórico
A Diocese de Coari foi erigida em prelazia a 13 de julho de 1963, pelo Papa Paulo VI, através da Bula Ad Christi, que também criou outras prelazias nesta região, como a Prelazia de Borba ou a Prelazia de Itacoatiara, todas desmembradas da Arquidiocese de Manaus. O então Bispo de Manaus, Dom João de Souza Lima, subiu o rio Solimões de barco para instalar todas as prelazias criadas. Seu primeiro destino foi a cidade de Coari, então ele entrou no lago e celebrou a instalação da Prelazia em 11 de março de 1964. A prelazia foi entregue aos missionários redentoristas que já atuavam nas três paróquias que existiam na época nesta prelazia. Assumiu como primeiro bispo prelatício, o americano Dom Mário Robert Emmet Anglim, CSsR.
Com a morte do primeiro bispo, em 1973, o bispado da prelazia ficou vago até o ano seguinte, quando assumiu Dom Gutemberg Freire Régis, CSsR., nascido em Anamã. Em 2007, Dom Gutemberg renunciou ao governo da prelazia, sendo empossado então Dom Joércio Gonçalves Pereira, CSsR, que permaneceu até 2009, quando renunciou. A prelazia ficou novamente sem bispo, respondendo por ela, como Administrador Apostólico, o bispo emérito, Dom Gutemberg Régis. Em 15 de junho de 2011, o Papa Bento XVI escolheu o polonês Marek Marian Piatek como bispo prelado. Em 9 de outubro de 2013, o Papa Francisco elevou-a a prelazia ao nível de diocese. Em 16 de março de 2014, o Núncio Apostólico celebrou a Santa Eucaristia na Praça São Sebastião, na qual foi erigida canonicamente a Diocese de Coari e empossado seu primeiro bispo diocesano, Dom Marek Marian Piatek, ou Dom Marcos Piatek.
Hoje a diocese está estabelecida no território de 7 (sete) municípios amazonenses: Coari, Codajás, Anori, Anamã, Beruri, Caapiranga e Manacapuru, contando com 10 (dez) paróquias.

## População
No ano de 2014, segundo a projeção do Instituto Brasileiro de Geografia e Estatística, os sete municípios da Diocese somavam 262. 223 habitantes, chegando a 85% de católicos.

## Paróquias
| Paróquia                          | Município  | Ano de ereção |
| --------------------------------- | ---------- | ------------- |
| Sant'ana e São Sebastião          | Coari      | 1867          |
| Nossa Senhora das Graças          | Codajás    | 1870          |
| Nossa Senhora de Nazaré           | Manacapuru | 1909          |
| Imaculada Conceição               | Anori      | 1975          |
| Nossa Senhora de Nazaré           | Beruri     | 1983          |
| São Sebastião                     | Caapiranga | 1985          |
| São Francisco de Assis            | Anamã      | 2008          |
| Nossa Senhora do Perpétuo Socorro | Coari      | 2010          |
| São Pedro e São João Batista      | Coari      | 2010          |
| Cristo Libertador                 | Manacapuru | 2010          |

## Bispos
|  |          | Nome                                 | Período   | Notas                      |
|  | Bispos   | Bispos                               | Bispos    | Bispos                     |
|  | -------- | ------------------------------------ | --------- | -------------------------- |
|  | 1º       | Marek Marian Piatek, C.Ss.R.         | 2013-     | Primeiro Bispo Diocesano   |
|  | Prelados |                                      |           |                            |
|  | 4º       | Marek Marian Piatek, C.Ss.R.         | 2011-2013 | Elevação a Bispo Diocesano |
|  | 3º       | Joércio Gonçalves Pereira, C.Ss.R.   | 2007-2009 | Bispo Prelado Emérito      |
|  | 2º       | Gutemberg Freire Régis, C.Ss.R.      | 1974-2007 | Bispo Prelado Emérito      |
|  | 1º       | Mário Roberto Emmett Anglim, C.Ss.R. | 1964-1973 |                            |